# 座首洞南山戰鬥
座首洞南山战斗，中国亦称座首洞南山（十字架山）进攻战斗，是朝鲜战争后期的一场战斗。
中国人民志愿军攻占号称“模范阵地”“京畿堡垒”的大韓民國國軍第8步兵师第21团防守的全部阵地，击退反击54次。